# Hérasz
Hérasz (1. század) görög orvos
Az empirikus orvosi iskola képviselője volt, Kappadókiából származott és Rómában folytatott orvosi gyakorlatot. A gyógyszertan terén jelentős irodalmi működést fejtett ki, főművének a „Gyógyszerszekrény” címet adta, e művében a különböző gyógyszerek összetételét, készítési módját és hatását ismertette. Művei nem maradtak fenn, viszont Galénosz gyakran idézett belőlük, receptjeit más ókori gyógyszerészek is átvették. Talán ő lehet az az orvos, akit Martialis említ epigrammájában.